# Западный Тоголенд
Западный Тоголенд (фр. Togoland de l'Ouest) — непризнанное государство, территория которого признана мировым сообществом как часть Ганы. Западный Тоголенд разделён между пятью регионами: Вольтой, Оти, Северной, Северо-Западной и Верхней Восточной областью. 25 сентября 2020 года сепаратисты Западного Тоголенда провозгласили независимость от Республики Гана. Западный Тоголенд является государством-членом Организации наций и народов, не имеющих представительства (ОНН) с 2017 года.

## История
В 1884 году Германия устанавливает протекторат над Тоголендом. При германском управлении протекторат рассматривался как образцовая колония (нем. Musterkolonie). В это время Тоголенд переживал свой расцвет. Во время Первой Мировой войны в 1914 году французские и британские войска вторгаются в протекторат и оккупируют его. После поражения Германии и подписания Версальского мира западная часть Тоголенда стала колонией Великобритании под названием Британский Тоголенд. После Второй Мировой Войны Британский Тоголенд стал подопечной территорией ООН, которая находилась под управлением Великобритании. На плебисците по статусу Британского Тоголенда (1956) большинство жителей проголосовали за вхождение в состав Ганы.

### Независимость
9 мая 2017 года Национальная Исследовательская Группа (фр. Fondation du Groupe d'étude de la Patrie) предприняла неудачную попытку декларации независимости Западного Тоголенда. 7 мая 2019 года национальный руководитель сепаратистов Вольты, Фонда Национальной Исследовательской Группы (ФНИГ/HSGF), Эммануэль Агбавор опроверг утверждения о том, что ФНИГ имела свою вооружённую группировку.
25 сентября 2020 года сепаратисты потребовали от вооружённых сил Ганы покинуть область Вольта после нападения на несколько полицейских постов в районе Северного Тонгу в Вольте. В заявлении для прессы глава ФНИГ Чарльз Корми Кудзордз провозгласил суверенитет Западного Тоголенда. Правительство Ганы не восприняло заявление всерьёз и отнеслось к нему, как к «шутке», несмотря на то, что видный эксперт по безопасности Адиб Сани настоятельно просил правительство рассматривать проблему в качестве национальной угрозы. В столкновениях после объявления независимости многие были убиты или получили травмы. Власти Ганы утверждали, что им было известно о готовящихся столкновениях.
Источники из Ганы заявили, что ситуация с группой сепаратистов, возглавляющей движение за независимость, находится под контролем властей, однако ФНИГ взялись за оружие и устанавливают блокпосты на трассах. Президент Ганы опроверг ведение переговоров с сепаратистами.

## Демография
В Западном Тоголенде проживают примерно 4 миллиона человек. Языками Западного Тоголенда являются французский, эве, га, адангме и английский. Основные религии — христианство, ислам, ифа и вуду, большей частью последователей которой в этом регионе являются люди народа эве.